# Archspire
Gli Archspire sono un gruppo musicale canadese formatosi a Vancouver nel 2007.
Sono noti, più che per la loro produttività in studio, per l'intensità delle loro esibizioni dal vivo, e per la velocità e la precisione dei loro brani. Nel 2019 i produttori del software generatore di musica d'intelligenza artificiale Dadabots hanno generato una stringa infinita di technical death metal basata sulle canzoni degli Archspire; il duo ha motivato la sua scelta poiché il software ha riconosciuto abbastanza veloce e precisa («sono praticamente macchine», Zack Zukowski) la loro musica per poter produrre death metal artificiale dalla qualità soddisfacente.

## Storia
Il gruppo si forma nel 2007 con il nome di "Defenestrated", per poi cambiarlo in "Archspire" nel 2009. La formazione composta dai membri fondatori Dean Lamb, Tobi Morelli, Jaron Evil e Spencer Prewett, con l'aggiunta di Oli Peters (pseudonimo di Oliver Rae Aleron) in sostituzione dell'ex cantante Shawn Haché (che lascia il gruppo per unirsi ai Mitochondrion), il gruppo pubblica il suo primo EP nel 2010, intitolato All Shall Align e autoprodotto. A inizio 2011 annunciano di aver firmato contratto con l'etichetta indipendente Trendkill Recordings, e registrano con il produttore Stuart McKillop il loro album di debutto, anch'esso intitolato All Shall Again e pubblicato nell'aprile dello stesso anno. A inizio 2013 il bassista Jaron Evil ha un infarto, e dopo essere tornato per un breve periodo di tempo a suonare con la band, decide di lasciare la formazione. Nello stesso periodo il gruppo ottiene un contratto con la Season of Mist, attraverso la quale pubblica il suo secondo album in studio il 2 febbraio 2014, l'ultimo registrato con Evil al basso. Questi viene successivamente sostituito da Clayton Harder. Nel gennaio 2015 il gruppo annuncia di essere alla ricerca di un nuovo bassista, in quanto Harder potrà suonare solo fino alla fine del tour in supporto al nuovo album, per poi dedicarsi ai propri impegni personali. Nel gennaio 2016 viene annunciato come nuovo bassista del gruppo Jared Smith.
Il 5 luglio 2017 viene annunciato, con l'uscita del singolo Involuntary Doppelgänger, la pubblicazione del terzo album in studio del gruppo, intitolato Relentless Mutation e pubblicato il 22 settembre 2017. L'album viene nominato come album metal/hard rock dell'anno ai Juno Awards 2018.
Il 29 ottobre 2021 viene pubblicato il quarto album in studio Bleed the Future, acclamato dalla critica e vincitore del premio come album metal/hard rock dell'anno ai Juno Awards 2022.

## Stile musicale
La musica del gruppo, contaminata da elementi deathcore, grindcore e progressive metal, è principalmente definita come technical death metal. Fanno ampio uso di sweep picking, tapping, e pattern sincopati di batteria. Il gruppo è altresì noto per l'utilizzo, quasi esclusivo, di chitarra a sette e otto corde e del basso a sei corde.

## Formazione

### Formazione attuale
- Oli Peters – voce (2009-presente)
- Dean Lamb – chitarra a 8 corde (2007-presente)
- Tobi Morelli – chitarra a 7 e 8 corde (2007-presente)
- Jared Smith – basso a 6 corde (2015-presente)
- Spencer Moore – batteria (2025-presente)

### Ex componenti
- Shawn Haché – voce (2007-2008)
- Jaron Evil – basso (2007-2013)
- Clayton Harder – basso (2013-2015)
- Spencer Prewett – batteria (2007-2024)

## Discografia

### Album in studio
- 2011 – All Shall Align
- 2014 – The Lucid Collective
- 2017 – Relentless Mutation
- 2021 – Bleed the Future

### EP
- 2010 – All Shall Align